# Махала (Бреза)
Махала је насељено мјесто у Босни и Херцеговини у општини Бреза које административно припада Федерацији Босне и Херцеговине. Према попису становништва из 1991. у насељу је живјело 1.091 становника.

## Становништво
| Националност       | 1991.          | 1981.          | 1971.          |
| Муслимани          | 1.048 (96,05%) | 1.305 (86,02%) | 1.304 (92,35%) |
| Срби               | 3 (0,27%)      | 20 (1,31%)     | 38 (2,69%)     |
| Хрвати             | 1 (0,09%)      | 45 (2,96%)     | 58 (4,10%)     |
| Југословени        | 29 (2,65%)     | 123 (8,10%)    | 1 (0,07%)      |
| остали и непознато | 10 (0,91%)     | 24 (1,58%)     | 11 (0,77%)     |
| Укупно             | 1.091          | 1.517          | 1.412          |